# Ле-Шастан
Ле-Шаста́н (фр. Le Chastang, окс. Lo Chastanh) — коммуна во Франции, находится в регионе Лимузен. Департамент — Коррез. Входит в состав кантона Тюль-Кампань-Сюд. Округ коммуны — Тюль.
Код INSEE коммуны — 19048.
Коммуна расположена приблизительно в 420 км к югу от Парижа, в 85 км юго-восточнее Лиможа, в 11 км к югу от Тюля.

## Население
Население коммуны на 2008 год составляло 333 человека.
| 1962 | 1968 | 1975 | 1982 | 1990 | 1999 | 2008 |
| ---- | ---- | ---- | ---- | ---- | ---- | ---- |
| 284  | 251  | 264  | 288  | 300  | 308  | 333  |

## Администрация
| Период | Период | Фамилия       | Партия | Примечания |
| ------ | ------ | ------------- | ------ | ---------- |
| 2001   | 2008   | Ален Нёвиль   |        |            |
| 2008   |        | Жозет Фарфаль |        |            |

## Экономика
В 2007 году среди 207 человек в трудоспособном возрасте (15-64 лет) 151 были экономически активными, 56 — неактивными (показатель активности — 72,9 %, в 1999 году было 68,3 %). Из 151 активных работали 147 человек (76 мужчин и 71 женщина), безработных было 4 (1 мужчина и 3 женщины). Среди 56 неактивных 10 человек были учениками или студентами, 35 — пенсионерами, 11 были неактивными по другим причинам.